# Liste des chapitres de Beelzebub

Cet article est ainsi un complément de celui sur le manga Beelzebub. Il contient la liste des volumes parus dans la presse (papier) dudit manga, à partir de son tome 1, avec les chapitres que contient chacun d'entre eux.

## Volumes reliés

### Tomes 1 à 10
| no | Japonais         | Japonais          | Français          | Français          |
| no | Date de sortie   | ISBN              | Date de sortie    | ISBN              |
| --- | ---------------- | ----------------- | ----------------- | ----------------- |
| 1 | 3 juillet 2009   | 978-4-08-874732-3 | 13 avril 2011     | 978-2-82030-068-3 |
| Titre du volume : J'ai recueilli le diable (魔王ひろいました, Maō hiroimashita) Personnages en couverture : Oga, Baby Beel, HildaListe des chapitres : - Bub 1 - J'ai recueilli le diable (魔王ひろいました, Maō hiroimashita) - Bub 2 - Caïd & Cub (子連れ番長はじめました, Kozure banchō hajimemashita) - Bub 3 - Un salaud fort et dangereux (強くて凶悪でクソヤロ, Tsuyoku te kyōaku de kuso yarō) - Bub 4 - Fly !! - Bub 5 - Comme si tu étais sa mère (母親になったつもりで, Hahaoya ni natta tsumoride) - Bub 6 - "Ça" (あれ, Are) - Bub 7 - J'arrête la baston (ケンカやめます, Kenka yamemasu) |                  |                   |                   |                   |
| 2 | 4 septembre 2009 | 978-4-08-874774-3 | 23 juin 2011      | 978-2-82030-008-9 |
| Titre du volume : Deux femmes (女2人, Onna futari) Personnages en couverture : Oga, Baby Beel, Hilda, KuniedaListe des chapitres : - Bub 8 - Viendra ? Viendra pas ? (来る？ 来ない？, Kuru? Konai?) - Bub 9 - "Un homme..." (男は, Otoko wa) - Bub 10 - Naissance d'un amour (恋がはじまる, Koi ga hajimaru) - Bub 11 - Mes premiers pas au jardin public (公園デビューします, Kōen debyū shimasu) - Bub 12 - Les jeux du Diable pour tuer le temps (ヒマをもてあました魔王の遊び, Hima o moteamashita maō no asobi) - Bub 13 - Les retrouvailles d'un homme et d'une femme (再びであった男と女, Futatabi de atta otoko to onna) - Bub 14 - Retrouvailles inéluctables (再びであったが百年目, Futatabi de atta ga hyakunenme) - Bub 15 - L'ouragan de l'amour (恋のハリケーん, Koi no harikēn) - Bub 16 - Deux femmes (女2人, Onna futari)         |                  |                   |                   |                   |
| 3 | 4 novembre 2009  | 978-4-08-874775-0 | 19 août 2011      | 978-2-82030-191-8 |
| Titre du volume : Entrée en scène !! (登場！！, Tōjō!!) Personnages en couverture : Oga, Baby Beel, FuruichiListe des chapitres : - Bub 17 - Jamais je ne te pardonnerai (あなたは許さない, Anata wa yurusanai) - Bub 18 - C'est un duel (決闘です, Kettō desu) - Bub 19 - C'est la fin du duel (決着です, Ketchaku desu) - Bub 20 - Défaite (負け, Make) - Bub 21 - C'est ça qu'on appelle l'été ! (夏といえばコレでしょう, Natsu to ieba kore deshō) - Bub 22 - C'est qu'il ne manque pas de cran, le garçon ! (なかなか男じゃない, Nakanaka otoko janai) - Bub 23 - Entrée en scène !! (登場！！, Tōjō!!) - Bub 24 - Va-t'en (出てゆけ, Dete yuke) - Bub 25 - Net et sans bavure (きれいさっぱりと, Kireisappari to) |                  |                   |                   |                   |
| 4 | 4 février 2010   | 978-4-08-874797-2 | 13 octobre 2011   | 978-2-82030-216-8 |
| Titre du volume : Feux d'artifice et baston : spécialités d'Ishiyama ! (花火とケンカは石矢魔名物, Hanabi to kenka wa Ishiyama meibutsu) Personnages en couverture : Oga, Baby Beel, Kunieda, TôjôListe des chapitres : - Bub 26 - Le combat (戦い, Tatakai) - Bub 27 - Je me suis bien marré (楽しかったぜ, Tanoshikattaze) - Bub 28 - Le docteur est là (医者が来ました, Isha ga kimashita) - Bub 29 - Ça va pas la tête ?! (何考えてんだ！？, Nani kangaetenda!?) - Bub 30 - Sois des nôtres (仲間に入れて, Nakama ni irete) - Bub 31 - Rassemblement général (全員集合, Zen'in shūgō) - Bub 32 - Feux d'artifice et baston : spécialités d'Ishiyama ! (花火とケンカは石矢魔名物, Hanabi to kenka wa Ishiyama meibutsu) - Bub 33 - Lequel choisir ?! (どっち！？, Dotchi!?) - Bub 34 - Mon père, c'est lui ! (親はこっちです, Oya wa kotchi desu) |                  |                   |                   |                   |
| 5 | 2 avril 2010     | 978-4-08-870025-0 | 1er décembre 2011 | 978-2-82030-249-6 |
| Titre du volume : Faut pas s'enfer ? (ほんまかい, Honmakai) Personnages en couverture : Oga, Baby Beel, Hilda, LamiaListe des chapitres : - Bub 35 - T'en mêle pas (邪魔すんな, Jamasunna) - Bub 36 - J'ai gagné (勝った, Katta) - Bub 37 - L'homme le plus fort d'Ishiyama (石矢魔最強, Ishiyama saikyō) - Bub 38 - À la fin de l'été (夏のおわりに, Natsu no owari ni) - Bub 39 - Reclus en montagne (山ごもりです, Yamagomori desu) - Bub 40 - Le plus fort des papis (最強の爺ちゃん, Saikyō no jiichan) - Bub 41 - Faut pas s'enfer ? (ほんまかい, Honmakai) - Bub 42 - Il est mort, l'autre (アイツが死んだ, Aitsu ga shinda) - Bub 43 - Des ennemis, hein ? (敵だな, Teki dana) |                  |                   |                   |                   |
| 6 | 4 juin 2010      | 978-4-08-870051-9 | 16 février 2012   | 978-2-82-030294-6 |
| Titre du volume : Lycée Saint Ishiyama (聖石矢魔学園, Sento Ishiyama gakuen) Personnages en couverture : Oga, Baby Beel, KuniedaListe des chapitres : - Bub 44 - Angelica (アンジェリカ, Anjerika) - Bub 45 - Grandis ! (大きくなれよ, Ōkikunareyo) - Bub 46 - Giant Baby Beel !! (ベル坊巨大化！！？, Berubō kyodaika!!) - Bub 47 - Fin de l'aventure (冒険のおわり, Bōken no owari) - Bub 48 - Lycée Saint Ishiyama (聖石矢魔学園, Sento Ishiyama gakuen) - Bub 49 - Dévergondage estival (夏休みデビュ, Natsu yatsumi debyū) - Bub 50 - Ça exclut les idiots (バカはダメよ, Baka wa dame yo) - Bub 51 - Tu veux bien sortir avec moi ? Un peu ? (ちょっとつき合って, Chotto tsukiatte) - Bub 52 - Duel de "sabres" (「刀」の戦い, Katana' no tatakai)                                                                                            |                  |                   |                   |                   |
| 7 | 4 août 2010      | 978-4-08-870090-8 | 18 avril 2012     | 978-2-82030-334-9 |
| Titre du volume : Baston générale (全面対決です, Zenmen taiketsu desu) Personnages en couverture : Oga, Baby BeelListe des chapitres : - Bub 53 - Quiz ! (クイズです, Kuizu desu) - Bub 54 - Hajime Kanzaki (神崎 一, Kanzaki Hajime) - Bub 55 - Les gars, je me rentre. (みんな帰ります, Minna kaerimasu) - Bub 56 - Baston générale (全面対決です, Zenmen taiketsu desu) - Bub 57 - Je sais même pas qui t'es... (てめーなんて知らねー, Temē nante shiranē) - Bub 58 - Le retardataire (遅れてきた男, Okuretekita otoko) - Bub 59 - "Il" est là !! (あの人が来た, Ano hito ga kita) - Bub 60 - Le plus fort de tous (最強, Saikyō) - Bub 61 - Le prochain combat sera... (次の戦いは, Tsugi no tatakai wa) - Bub Hors-série - Grand affrontement glacial en plein été !!                                                                          |                  |                   |                   |                   |
| 8 | 4 novembre 2010  | 978-4-08-870128-8 | 13 juin 2012      | 978-2-82030-441-4 |
| Titre du volume : Place au volley-ball !! (バレーボール勝負！！, Barēbōru shōbu!!) Personnages en couverture : Oga, Baby Beel, Hilda, MikiListe des chapitres : - Bub 62 - Volley-boobs (おっぱいバレー, Oppai barē) - Bub 63 - Sois un volleyeur ou meurs (バレーか死か, Barē ka shi ka) - Bub 64 - Le capitaine... ce sera toi ! (てめーがキャプテン, Temē ga kyaputen) - Bub 65 - Qu'est ce que je fous, moi ?! (何やってんだ！？, Nani yattenda!?) - Bub 66 - Je sais même pas qui t'es (2) (てめーなんて知らねー2, Temē nante shiranē ni) - Bub 67 - Oga vs. Miki (男鹿VS三木！！, Oga vs Miki!!) - Bub 68 - Oga vs. Tôjô (男鹿VS東条, Oga vs Tōjō) - Bub 69 - Que la fête de Saint Ishiyama commence ! (聖石舞祭, Sento Ishi busai) - Bub 70 - Place au volley-ball !! (バレーボール勝負！！, Barēbōru shōbu!!)                               |                  |                   |                   |                   |
| 9 | 29 décembre 2010 | 978-4-08-870165-3 | 22 août 2012      | 978-2-82030-467-4 |
| Titre du volume : L’avènement du Diable (魔王が来たりて, Maō ga kitarite) Personnages en couverture : Oga, Baby Beel, Kunieda, Tôjô, Kanzaki, HimekawaListe des chapitres : - Bub 71 - L'arme secrète ?! (秘密兵器！？, Himitsu heiki!?) - Bub 72 - C'est pas fini !! (終わらせない！！, Owarasenai!!) - Bub 73 - Celui qui est venu tout casser (ぶっ壊しにきた男, Bukkowashi ni kita otoko) - Bub 74 - Tu peux te retenir ? (ガマンできる？, Gaman de kiru?) - Bub 75 - Dos à dos (背中合わせ, Senaka awase) - Bub 76 - L’avènement du Diable (魔王が来たりて, Maō ga kitarite) - Bub 77 - Je suis le nouveau XXX (新しい〇〇です, Atarashii __ desu) - Bub 78 - Zenjûrô Saotome (早乙女 禅十郎, Saotome Zenjūrō) - Bub 79 - On n'est pas ennemis (敵じゃないよ, Teki ja nai yo)                                                                  |                  |                   |                   |                   |
| 10 | 4 mars 2011      | 978-4-08-870193-6 | 24 octobre 2012   | 978-2-82030-504-6 |
| Titre du volume : Les frères pleurnichards (泣きむし兄弟, Nakimushi kyōdai) Personnages en couverture : Oga, Baby Beel, Kunieda, Hilda, SaotomeListe des chapitres : - Bub 80 - Nous voilà (来ました, Kimashita) - Bub 81 - L'Humanité, je l'extermine (人間滅ぼす, Ningen horobosu) - Bub 82 - Les frères pleurnichards (泣きむし兄弟, Nakimushi kyōdai) - Bub 83 - La 34e division du comte Béhémoth (ベヘモット柱師団, Behemotto chūshidan) - Bub 84 - Duel !! (対決！！, Taiketsu!!) - Bub 85 - Démon ? Ou pas démon ? (悪魔？ 悪魔じゃあい？, Akuma? Akuma ja nai?) - Bub 86 - Je vais y passer (死でしまいます, Shinde shimaimasu) - Bub 87 - Ça, c'était pas prévu... (こんなの予想外, Konna no yosōgai) - Bub 88 - Ça me gave grave... (ムカつく, Mukatsuku) - Bub Hors-série - Beelbeel Saiyûki - Voltige jusqu'à Tianzhu                  |                  |                   |                   |                   |

### Tomes 11 à 20
| no | Japonais         | Japonais          | Français         | Français          |
| no | Date de sortie   | ISBN              | Date de sortie   | ISBN              |
| --- | ---------------- | ----------------- | ---------------- | ----------------- |
| 11 | 2 mai 2011       | 978-4-08-870223-0 | 5 décembre 2012  | 978-2-82030-550-3 |
| Titre du volume : Combat de gamers !! (ゲーム勝負！！, Gēmu shōbu!!) Personnages en couverture : Oga, Baby Beel, Lamia, Ômori, Furuichi, Hanazawa, Natsume, Kanzaki, Shiroyama, Himekawa, TanimuraListe des chapitres : - Bub 89 - Je suis pas fort (オレって弱い, Orette yowai) - Bub 90 - "ZE" entrainement !! (ザ・修業！！, Za shugyō!!) - Bub 91 - Reclus en montagne 2 (山ごもりです2, Yamagomori desu ni) - Bub 92 - La pierre et la gnac (石と意地と, Ishi to iji to) - Bub 93 - Le xxx du diable (悪魔の〇〇, Akuma no __) - Bub 94 - Si on le découvre, ce sera terrible (バレたら大変, Baretara taihen) - Bub 95 - En'ô, seigneur des jeux online (ネトゲのエンオウ, Netoge no en'ō) - Bub 96 - Combat de gamers !! (ゲーム勝負！！, Gēmu shōbu!!) - Bub 97 - The end of war (ジ・エンド・オブ・ウォー, Ji endo obu wō) |                  |                   |                  |                   |
| 12 | 2 juillet 2011   | 978-4-08-870259-9 | 1er février 2013 | 978-2-82030-593-0 |
| Titre du volume : Hilda voit rouge !! (ヒルダの怒り！, Hiruda no ikari!) Personnages en couverture : Oga, Baby Beel, HildaListe des chapitres : - Bub 98 - Question de fierté (意地は捨てない！, Iji wa sutenai!) - Bub 99 - Cheat Code ?! (イカサマ！？, Ikasama!?) - Bub 100 - Tous derrière Baby Beel !! (ベル坊を追えっ！, Berubō o oe!) - Bub 101 - Duel possible !! (ゲームオーバー, Gēmuōbā) - Bub 102 - Trouvé ! (見っけ！, Mikke!) - Bub 103 - Il fait quoi dans la vie, le voisin ?! (隣は何をする人ぞ！？, Tonari wa nani o suru hitozo!?) - Bub 104 - Hilda voit rouge !! (ヒルダの怒り！, Hiruda no ikari!) - Bub 105 - Le retour des démons (悪魔がふたたび, Akuma ga futatabi) - Bub 106 - Le combat d'Oga (男鹿の戦い, Oga no tatakai) |                  |                   |                  |                   |
| 13 | 2 septembre 2011 | 978-4-08-870286-5 | 4 avril 2013     | 978-2-82030-637-1 |
| Titre du volume : Ne change rien, Oga ! (男鹿らしくしなさい, Oga rashiku shinasai) Personnages en couverture : Oga, Baby Beel, Hecadoth, Graphel, NâgaListe des chapitres : - Bub 107 - C'est moi... (オレが..., Ore ga...) - Bub 108 - Super Milk Time (スーパーミルクタイム, Sūpā Miruku Taimu) - Bub 109 - Fin du combat... à moins que ?! (戦いの終わり！？ 始まり！？, Tatakai no owari!? Hajimari!?) - Bub 110 - Affaire réglée... à moins que ?! (とりあえず一件落着！？, Toriaezu ikkenrakuchaku!?) - Bub 111 - Transfert de corps (入れ替わっちゃいました, Ire kawachaimashita) - Bub 112 - Ne change rien, Oga ! (男鹿らしくしなさい, Oga rashiku shinasai) - Bub 113 - Duel de femme à femme (ネコのけんか, Neko no kenka) - Bub 114 - Le grande opération des Red Tail (烈怒帝瑠大作戦, Reddo Teiru daisakusen) - Bub 115 - Kunieda et "lui" (邦枝とあの子, Kunieda to ano ko)                                                      |                  |                   |                  |                   |
| 14 | 2 décembre 2011  | 978-4-08-870318-3 | 3 juin 2013      | 978-2-82030-688-3 |
| Titre du volume : Grosse incruste au lycée démoniaque (侵入！ 悪魔野学園！, Shinnyū! Akumano Gakuen!) Personnages en couverture : Oga, Baby Beel, HildaListe des chapitres : - Bub 116 - La résurrection du lycée Ishiyama (石矢魔高校復活, Ishiyama-kōkō fukkatsu) - Bub 117 - Salutations (挨拶, Aisatsu) - Bub 118 - Grosse incruste au lycée démoniaque (侵入！ 悪魔野学園！, Shinnyū! Akumano Gakuen!) - Bub 119 - Agiel VS Kunieda + Koma (激突！ VSアギエル！, Gekitotsu! Vs Agieru!) - Bub 120 - Le commandant (大将, Taishō) - Bub 121 - Le jeu (ゲーム, Gēmu) - Bub 122 - L'équipe dultime (最強チーム, Saikyō chīmu) - Bub 123 - Home run démoniaque (悪魔野HR, Akumano hōmurūmu) - Bub 124 - L'île des têtes coupées (首切島, Kubikiri-jima) |                  |                   |                  |                   |
| 15 | 2 mars 2012      | 978-4-08-870373-2 | 21 août 2013     | 978-2-82030-734-7 |
| Titre du volume : Le roi et Oga (王と男鹿, Ō to Oga) Personnages en couverture : Oga, Baby Beel, Agiel, Quetzalcoatl, Din, Salamander, Vritra, Yata, Odonel, Basilisk, Xoblah, ?Liste des chapitres : - Bub 125 - Suiten Ikaruga (斑鳩 酔天, Suiten Ikaruga) - Bub 126 - Contre les habitants de l'île ! (VS島民！？, VS tōmin!?) - Bub 127 - Entraînement spécial pour la bataille finale (実践特訓, Jissen tokkun) - Bub 128 - Nazuna et Zen (薺と禅, Nazuna to Zen) - Bub 129 - Les servantes démoniaques emprisonnées (囚われの事侍女悪魔たち, Toraware no jijo akumatachi) - Bub 130 - Le retour d'Oga (男鹿の帰還, Oga no kikan) - Bub 131 - Je suis une bille en maths (算数は苦手, Sansū wa nigate) - Bub 132 - Le roi et Oga (王と男鹿, Ō to Oga) - Bub 133 - Baston (ケンカ, Faito) - Bub 134 - Girls Battle (ガールズバトル, Gāruzu batoru)                                                                                          |                  |                   |                  |                   |
| 16 | 4 juin 2012      | 978-4-08-870405-0 | 16 octobre 2013  | 978-2-82030-777-4 |
| Titre du volume : Tatsumi & wife (たつみさん, Tatsumi-san) Personnages en couverture : Oga, Baby Beel, HildaListe des chapitres : - Bub 135 - Jeux (ゲーム, Gēmu) - Bub 136 - Commandant en chef (総大将, Sōdaishō) - Bub 137 - VS. Jabberwock (VSジャバウぉック, VS Jabawokku) - Bub 138 - Le père du Diable (魔王のお父さん, Maō no otōsan) - Bub 139 - Tatsumi & wife (たつみさん, Tatsumi-san) - Bub 140 - Recouvre la mémoire ! Dah !! (記憶を取り戻すのダッ！, Kioku o torimodosu no da!) - Bub 141 - La servante démoniaque amnésique (記憶喪失の侍女悪魔, Kiokusōshitsu no jijo akuma) - Bub 142 - Le baiser du prince chatmant (王子のくちづけ, Ōji no kuchizuke) - Bub 143 - P'tit boss (若, Waka) |                  |                   |                  |                   |
| 17 | 3 août 2012      | 978-4-08-870480-7 | 4 décembre 2013  | 978-2-82031-553-3 |
| Titre du volume : Voyage de fin "dah" née !! (修学旅行に行くのダッ！！, Shūgakuryokō ni iku no da!!) Personnages en couverture : Oga, Baby Beel, Furuichi, Kunieda, Hajime, Futaba, Nene, Chiaki, Yuka, Izô, Chiyo, AlaindelonListe des chapitres : - Bub 144 - La p'tite Futaba (二葉ちゃん, Futaba-chan) - Bub 145 - Ricochets (水切り, Mizukiri) - Bub 146 - Voyage de fin "dah" née !! (修学旅行に行くのダッ！！, Shūgakuryokō ni iku no da!!) - Bub 147 - Caïd & cub version voyage de fin d'année (子連れ番長in修学旅行, Kozure banchō in shūgakuryokō) - Bub 148 - Izô Aiba (哀場 猪蔵, Aiba Izō) - Bub 149 - Chiyo Aiba (哀場 千夜, Aiba Chiyo) - Bub 150 - Tranquille (ちゅらい, Churai) - Bub 151 - L'ouragan de l'amour (恋の嵐, Koi no arashi) - Bub 152 - Les égarées (まいご, Maigo) |                  |                   |                  |                   |
| 18 | 4 octobre 2012   | 978-4-08-870519-4 | 5 février 2014   | 978-2-82031-575-5 |
| Titre du volume : Au spectacle des super héros dah !! (ヒーローショーに行くのダ！！, Hīrōshō ni iku no da!!) Personnages en couverture : Oga, Baby Beel, TôjôListe des chapitres : - Bub 153 - Les chefs (大将, Taishō) - Bub 154 - Duel entre caïds & cubs (子連れ番長対決, Kozure banchō taiketsu) - Bub 155 - Fin du voyage !! (修学旅行おしまい！！, Shūgakuryokō oshimai!!) - Bub 156 - Baby driver (赤ちゃんドライバー, Akachan doraibā) - Bub 157 - Au spectacle des super héros dah !! (ヒーローショーに行くのダ！！, Hīrōshō ni iku no da!!) - Bub 158 - Je participe au spectacle dah !! (ヒーローショーに出るのダ！！, Hīrōshō ni deru no da!!) - Bub 159 - Duel au spectacle !! (ヒーローショー決着！！, Hīrōshō kecchaku!!) - Bub 160 - Message vidéo (ビデオレター, Bideo Retā) - Bub 161 - Institut religieux privé San Marx (私立サンマルクス修道学院, Shiritsu San Marukusu shūdō gakuin) - Bub Hors-série - Beelzebub bub bub |                  |                   |                  |                   |
| 19 | 4 décembre 2012  | 978-4-08-870554-5 | 2 avril 2014     | 978-2-82031-589-2 |
| Titre du volume : Banane (リーゼント, Rīzento) Personnages en couverture : Oga, Baby Beel, Tatsuya Himekawa, KugayamaListe des chapitres : - Bub 162 - Un nouveau challenger (飛び入りファイター, Tobiiri faitā) - Bub 163 - Zizanie (仲間割れ, Nakamaware) - Bub 164 - Mauvais côté (嫌なところ, Iyana tokoro) - Bub 165 - Banane (リーゼント, Rīzento) - Bub 166 - Mère (母君, Hahagimi) - Bub 167 - L'amoureuse (惚れた男, Horeta otoko) - Bub 168 - La fiancée (婚約者, Fianse) - Bub 169 - Furuichi panic (古市パニック, Furuichi Panikku) - Bub 170 - Adieu, Dégueu'ichi !? (モブ市卒業！？, Mobuichi sotsugyō!?) |                  |                   |                  |                   |
| 20 | 4 février 2013   | 978-4-08-870619-1 | 4 juin 2014      | 978-2-82031-600-4 |
| Titre du volume : Oga VS Furuichi (男鹿VS古市, Oga vs Furuichi) Personnages en couverture : Furuichi, Agiel, Jabberwock, BehemothListe des chapitres : - Bub 171 - Furuichi VS Kan-Hime (古市VS神姫！！, Furuichi vs Shinki) - Bub 172 - Furuichi VS Tôjô (古市VS東条, Furuichi vs Tōjō) - Bub 173 - Oga VS Furuichi (男鹿VS古市, Oga vs Furuichi) - Bub 174 - Tatsu et Taka (たつみ君とたかちん, Tatsumi-kun to Takachin) - Bub 175 - Il est balèze, en fait : (強えじやねーか, Tsuyoe jane ka) - Bub 176 - Arrive l'hiver, déjà ! (季節はもう冬, Kisetsu wa mō fuyu) - Bub 177 - C'est Noël ! Dah ! (1) (クリスマスがやって来るのダ！！その①, Kurisumasu ga yattekuru no da!! Sono ichi) - Bub 178 - C'est Noël ! Dah ! (2) (クリスマスがやって来るのダ！！その②, Kurisumasu ga yattekuru no da!! Sono ni) - Bub 179 - Saint Noël Saint !! Ça commence (開幕！聖セントX'mas！！, Kaimaku! Sento sento Kurisumasu!!)                           |                  |                   |                  |                   |

### Tomes 21 à 28
| no | Japonais          | Japonais          | Français         | Français          |
| no | Date de sortie    | ISBN              | Date de sortie   | ISBN              |
| --- | ----------------- | ----------------- | ---------------- | ----------------- |
| 21 | 2 mai 2013        | 978-4-08-870664-1 | 20 août 2014     | 978-2-82031-806-0 |
| Titre du volume : Bataille final à Noël !! (X'mas最終決戦！！, Kurisumasu saishū kessen!!) Personnages en couverture : Baby Beel, Futaba, Kôta, ChiyoListe des chapitres : - Bub 180 - Que le tournoi commence ! Dah !! (トーナメントが始まるのダ！！, Tōnamento ga hajimaru no da!) - Bub 181 - Duel !! Les époux les plus forts !! (対決！最強夫婦！！, Taiketsu! Saikyō fūfu!!) - Bub 182 - Combat acharné ! Quart de finale ! (激戦！！ベスト8, Gekisen!! Besuto Eito) - Bub 183 - Duel ishiyamesque !! (石矢魔対決！！, Ishiyama taiketsu!!) - Bub 184 - Demi-finale ! VS Tôjô ! (準決勝！VS東条！, Junkesshō! VS Tōjō!) - Bub 185 - Bataille final à Noël !! (1) (X'mas最終決戦！！ ①, Kurisumasu saishū kessen!! 1) - Bub 186 - Bataille final à Noël !! (2) (X'mas最終決戦！！ ②, Kurisumasu saishū kessen!! 2) - Bub 187 - Juste pour voir ! Dah ! (お試しダッ！, Otameshi da!) - Bub 188 - La caverne maléfique de la résurrection (復活の魔窟, Fukkatsu no makutsu) |                   |                   |                  |                   |
| 22 | 4 juillet 2013    | 978-4-08-870767-9 | 1er octobre 2014 | 978-2-82031-783-4 |
| Titre du volume : Les six arrivistes (殺六縁起, Satsuroku engi) Personnages en couverture : Yôhei Nasu, OgaListe des chapitres : - Bub 189 - Oh, my Nasu ! (OH！MYナスビ, OH! Mai nasubi) - Bub 190 - Les six arrivistes (殺六縁起, Satsuroku engi) - Bub 191 - Qui va se faire Oga, alors ? (誰が獲るんだ男鹿の首, Dare ga torunda Oga no kubi) - Bub 192 - C'est bien mon intention (そのつまりだっつの, Sono tsumari dattsu no) - Bub 193 - Face au clan Sôrei (VS騒霊組！！, VS Sōrei-gumi!!) - Bub 194 - La riposte de Kanzaki (逆襲の神崎, Gyakushū no Kanzaki) - Bub 195 - Mode Papa !! (お父さんスイッチ！！, Otōsan suitchi!!) - Bub 196 - Le poids des poings (拳の重さ, Kobushi no omosa) - Bub 197 - Ça craint, non ? (まずくね？, Mazuku ne?) |                   |                   |                  |                   |
| 23 | 4 septembre 2013  | 978-4-08-870803-4 | 3 décembre 2014  | 978-2-82031-893-0 |
| Titre du volume : Bien comprendre la marque des valets (よく分かる王臣紋, Yoku Wakaru Ōshinmon) Personnages en couverture : Kunieda, Baby Beel, KanzakiListe des chapitres : - Bub 198 - Nouveaux contre anciens !! Red Tail ! (新旧激突！！ 烈怒帝瑠, Shinkyū gekitotsu!! Reddo Teiru) - Bub 199 - Défonce-la (やっちまえよ, Yacchi maeyo) - Bub 200 - Troisième chef historique (3代目総長, Sandaime sōchō) - Bub 201 - Dancing Queen (クイーン、舞う, Kuīn, mau) - Bub 202 - Bien comprendre la marque des valets (よく分かる王臣紋, Yoku Wakaru Ōshinmon) - Bub 203 - Traîtrise bananière (裏切リーゼント, Uragi rīzento) - Bub 204 - Le cerveau prisonnier (囚われの智将, Toraware no chishō) - Bub 205 - Furuichi fait appel à Hecados (ヘカドスの威を借る古市, Hekadosu no i wo karu Furuichi) - Bub 206 - Disciples & ainés ! (兄弟子！, Anideshi!) |                   |                   |                  |                   |
| 24 | 1er novembre 2013 | 978-4-08-870836-2 | 11 février 2015  | 978-2-82032-715-4 |
| Titre du volume : Takamiya & Lucifer (鷹宮とルシファー, Takamiya to Rushifā) Personnages en couverture : Takamiya, OgaListe des chapitres : - Bub 207 - C'est toi qui va mourir, ducon (死ぬのはてめーだ, Shinu no hate mēda) - Bub 208 - Furuichi va mourir ?! (古市死す！！？, Furuichi shisu!!?) - Bub 209 - TKK(H) (東邦神(姫), Tōhōshin(ki)) - Bub 210 - Pas le moins du monde (ねーよ そんなもん, Nēyo sonnamon) - Bub 211 - Prince Tôjô of tennis (テニスの東条, Tenisu no Tōjō) - Bub 212 - Le mec à qui ça ne va pas (似合わねー男, Niawanē otoko) - Bub 213 - Takamiya & Lucifer (鷹宮とルシファー, Takamiya to Rushifā) - Bub 214 - Éclosion (開花, Kaika) - Bub 215 - La disparition de Baby Beel (消えたベル坊, Kieta Berubō) |                   |                   |                  |                   |
| 25 | 4 janvier 2014    | 978-4-08-870889-8 | 15 avril 2015    | 978-2-82032-006-3 |
| Titre du volume : Ça déménage ! Furuichi puissance 3 (迫撃！！トリプル古市, Hakugeki!! Toripuru Furuichi) Personnages en couverture : Furuichi, Baby BeelListe des chapitres : - Bub 216 - Chaud devant dadadadadaaaah !! (ダダダダダッシュ！！, Dadadada Dashu!!) - Bub 217 - Enfoiré de traître (クソ裏切り野郎, Kuso uragiri yarō) - Bub 218 - Échec et mat (チェックメイト, Chekkumeito) - Bub 219 - Bienvenue au royaume d'Absurdie (不合理上等！！, Fugōri jōtō!!) - Bub 220 - Au sommet d'Ishiyama (石矢魔のてっぺん, Ishiyama no Teppen) - Bub 221 - Adieu Furuichi ?! (さらば！？古市！！, Saraba!? Furuichi!!) - Bub 222 - Ça déménage ! Furuichi puissance 3 (迫撃！！トリプル古市, Hakugeki!! Toripuru Furuichi) - Bub 223 - 1 idiot + 1 idiot + 1 idiot = 3 Furuichi (３人寄っても古市はバカ, San ninyotte mo Furuichi wa baka) - Bub 224 - Petit jeu avec le crabe (蟹とたわむる, Kani to Tawamuru)                                                              |                   |                   |                  |                   |
| 26 | 4 avril 2014      | 978-4-08-880042-4 | 17 juin 2015     | 978-2-82032-027-8 |
| Titre du volume : Beel, sans famille ?! (母を訪ねて何千里？, Haha o tazunete nan senri?) Personnages en couverture : Baby Beel, OgaListe des chapitres : - Bub 225 - Fuckin' Jap !! (ファッキンジャップ！！, Fakkin Jappu!!) - Bub 226 - Beel, sans famille ?! (母を訪ねて何千里？, Haha o tazunete nan senri?) - Bub 227 - Les gangstas, les vrais ! (本場のヤンキー, Honba no Yankī) - Bub 228 - Mon nom est Fuck, Mister Fuck (ファック様だ, Fakku-sama da) - Bub 229 - Père, fils, mère, et... (父と子と母と) - Bub 230 - Maman est une anxieuse (お母さんは心配性, Okāsan wa shinpai-sei) - Bub 231 - C'était cool (楽しかったぜ, Tanoshi katta ze) - Bub 232 - Back to Ishiyama (バックトゥ石矢魔, Bakku tu Ishiyama) - Bub 233 - Ishiyama fait block (石矢魔石だらけ, Ishiyama ishi-darake) |                   |                   |                  |                   |
| 27 | 4 juin 2014       | 978-4-08-880070-7 | 19 août 2015     | 978-2-82032-164-0 |
| Titre du volume : Good bub, Ishiyama !! (グッドバブ!!石矢魔高校, Guddo babu!! Ishiyama Kōkō) Personnages en couverture : Baby Beel, Oga, HildaListe des chapitres : - Bub 234 - Juste un monstre (ただの化物, Tada no Bakemono) - Bub 235 - Compte à rebours (カウントダウン, Kauntodaun) - Bub 236 - Ça suffit (いい加減にして, Ii Kagen ni Shite) - Bub 237 - Quand on me cherche... (しょーがねーから, Shō ga Nē kara) - Bub 238 - Le dernier coup (最後の一撃, Saigo no Ichigeki) - Bub 239 - Beelz'finisher (ゼブルフィニッシャー, Zeburu Finisshā) - Last Bub - Good bub, Ishiyama !! (グッドバブ！！石矢魔高校, Guddo babu!! Ishiyama Kōkō) - Bub hors-série - On s'est bastonnés - Bub hors-série - Kappa - Bub hors-série - P'tit riz |                   |                   |                  |                   |
| 28 | 1er mai 2015      | 978-4-08-880411-8 | 21 octobre 2015  | 978-2-82032-199-2 |
| Liste des chapitres : - Extra bub 1 : Arrivera-t-il à se faire 100 amis ? - Extra bub 2 : Coup de cœur. Ishiyama envahit la plage !! - Extra bub 3 : Journal de voyage des jeunes naufragés d'Ishiyama - Extra bub 4 : Furuichi, the hero - Extra bub 5 : Les amours naissent à la croisée des chemins !! - Extra bub 6 : Père et fils |                   |                   |                  |                   |

### Shueisha BOOKS
1. 1 2  Tome 1
2. 1 2  Tome 2
3. 1 2  Tome 3
4. 1 2  Tome 4
5. 1 2  Tome 5
6. 1 2  Tome 6
7. 1 2  Tome 7
8. 1 2  Tome 8
9. 1 2  Tome 9
10. 1 2  Tome 10
11. 1 2  Tome 11
12. 1 2  Tome 12
13. 1 2  Tome 13
14. 1 2  Tome 14
15. 1 2  Tome 15
16. 1 2  Tome 16
17. 1 2  Tome 17
18. 1 2  Tome 18
19. 1 2  Tome 19
20. 1 2  Tome 20
21. 1 2  Tome 21
22. 1 2  Tome 22
23. 1 2  Tome 23
24. 1 2  Tome 24
25. 1 2  Tome 25
26. 1 2  Tome 26
27. 1 2  Tome 27
28. 1 2  Tome 28

### Kazé Manga
1. 1 2  Tome 1
2. 1 2  Tome 2
3. 1 2  Tome 3
4. 1 2  Tome 4
5. 1 2  Tome 5
6. 1 2  Tome 6
7. 1 2  Tome 7
8. 1 2  Tome 8
9. 1 2  Tome 9
10. 1 2  Tome 10
11. 1 2  Tome 11
12. 1 2  Tome 12
13. 1 2  Tome 13
14. 1 2  Tome 14
15. 1 2  Tome 15
16. 1 2  Tome 16
17. 1 2  Tome 17
18. 1 2  Tome 18
19. 1 2  Tome 19
20. 1 2  Tome 20
21. 1 2  Tome 21
22. 1 2  Tome 22
23. 1 2  Tome 23
24. 1 2  Tome 24
25. 1 2  Tome 25
26. 1 2  Tome 26
27. 1 2  Tome 27
28. 1 2  Tome 28